# Hyalaethea malaitaensis
Hyalaethea malaitaensis är en fjärilsart som beskrevs av Obraztsov 1953. Hyalaethea malaitaensis ingår i släktet Hyalaethea och familjen björnspinnare. Inga underarter finns listade i Catalogue of Life.